# Geotermický stupeň
Geotermický stupeň je svislá vzdálenost, na níž stoupne teplota při sestupu pod zemský povrch o 1 °C (nebo 1 K). Jeho hodnota je závislá na místě (typu geologického podloží) i hloubce. V Evropě je jeho hodnota průměrně 33 m/K.
Jeho převrácenou hodnotou je geotermický gradient.